# Poiretia tetraphylla
Poiretia tetraphylla är en ärtväxtart som först beskrevs av Jean Louis Marie Poiret, och fick sitt nu gällande namn av Arturo Erhardo Erardo Burkart. Poiretia tetraphylla ingår i släktet Poiretia och familjen ärtväxter. Inga underarter finns listade i Catalogue of Life.